# ユースフ・アルフィフリー
ユースフ・イブン・アブドゥッラフマーン・アル＝フィフリー（アラビア語: يوسف بن عبد الرحمن الفهري, Yūsuf ibn ʿAbd al-Raḥmān al-Fihrī）（756年没）は、ウマイヤ朝末期のセプティマニア・ナルボンヌ、後にアンダルスの支配者（747年 - 756年）。750年にウマイヤ朝が滅亡すると独立勢力としてふるまったが、アブド・アッラフマーン1世（アブドゥッラフマーン1世）に敗れた。カイラワーンの建設者ウクバ・イブン・ナーフィウ（عقبة بن نافع, ʿUqba ibn Nāfiʿ）の子孫である。

## ナルボンヌ長官
モワサックの年代記 Chronicon Moissiacense (en:Chronicle of Moissac) によると、トゥール・ポワティエ間の戦いののちにナルボンヌの長官に任じられた。彼はここでローヌ川下流域を荒らし、735年にアルルを占領したとされる。

## 内乱とベルベル革命
716年から756年まで、アンダルスはウマイヤ朝の首都ダマスカスから送られてきた代官、もしくはウマイヤ朝からの勧告を受けたイフリーキヤの長官によって統治されていた。前任者たちと同様に、ユースフはベルベル人（ユースフの支持基盤）とアラブ人の内部抗争や、アラブ人内の長きにわたる氏族間抗争に悩まされた。

## アンダルス統治
739年から743年のベルベル反乱を始めとしてアンダルスは極めて不安定な時期を迎えたが、混乱を乗り越えた後の747年にアンダルスの長官に就任したユースフは、750年にアッバース革命によりダマスカスのウマイヤ朝本国が滅亡したのちもアンダルスを支配し続けた。この時点でのユースフは、もはや長官（ワリー）ではなく王（マリク）に相当する存在だったと指摘されることもある。最高統治者となったユースフは、国内の人口調査を行った。ホステゲシス司教が、租税と人頭税の納税者一覧を作成したことが伝えられている。司教たちは、税が確実に収められたことを確認するため毎年ユースフのもとを訪問させられた。

## アブド・アッラフマーン1世との対決と滅亡
755年、ユースフはサラゴサで発生した反乱を鎮圧し、またパンプローナのバスク人討伐のため遠征隊を送ったが、この部隊は殲滅された。 一方南方からは、アッバース家によるウマイヤ家虐殺を逃れて北アフリカのベルベル人の支持を獲得したアブド・アッラフマーン1世（アブドゥッラフマーン1世）がアンダルスに侵攻し始めており、すでに南海岸が彼の手に落ちていた。ユースフは返す刀で南進し、アブド・アッラフマーン1世に奪われたマラガやセビーリャなどの要塞の奪回に向かった。
アンダルシアのイスラーム軍は、ユースフ派とアブド・アッラフマーン（アブドゥッラフマーン）派の二つに分裂した。大まかにいうと、イエメン族部隊が後者についたのに対し、アラブ人内のムダル族やカイス族はユースフに忠実であり続けた。ユースフはこのウマイヤ朝の末裔を自らの後継者とすることで折り合いを付けようとしたが交渉は決裂し、ついに756年5月に両軍がコルドバ近郊で激突した。このムサラの戦いでユースフは敗北、失脚し、代わってアブド・アッラフマーン1世（アブドゥッラフマーン1世）が最初の独立アンダルス政権である後ウマイヤ朝を建てた。
ユースフは辛うじて戦場を脱し北方に逃れ、セビーリャ奪回を図ったが失敗し、トレドへ撤退する途中で殺されたか、もしくはトレドの要塞に2，3年立てこもった後に配下に殺害されたとされる。